# Wilhelm Helmkampf
Wilhelm Helmkampf (* 12. Mai 1801 in Keula; † 6. Dezember 1888 in Sondershausen) war ein deutscher Rechtsanwalt und Politiker.

## Leben
Helmkampf war der Sohn des Regierungsadvokaten Heinrich Friedrich Helmkampf und dessen Ehefrau Johanna Catharina geborene Panse. Er war evangelisch-lutherischer Konfession und heiratete Julia Landsberg aus Gandersheim. Rudolph Helmkampf war ein Neffe.
Helmkampf studierte Rechtswissenschaften und wurde am 12. Januar 1827 in Sondershausen als Regierungsadvokat verpflichtet. Er war (1849) in Keula und ab 1850 in Sondershausen tätig. Später lautete seine Dienstbezeichnung Rechtsanwalt, ab dem 19. September 1872 auch Notar. Von 1855 bis 1857 gehörte er dem Verwaltungsrat der Thüringischen Bank in Sondershausen an.  Er wurde mit dem Titel Kommissionsrat, Justizrat (24. September 1859) und dem Fürstlichen Ehrenkreuz II. Klasse (12. Januar 1887) ausgezeichnet.
Vom 28. August bis zum 4. Oktober 1848 und erneut vom 25. November 1861 bis zum 31. Dezember 1863  war er Abgeordneter im Landtag des Fürstentums Schwarzburg-Sondershausen. Vom 25. November bis zum 17. Dezember 1861 war er Landtagsvizepräsident.